# The Sydney Morning Herald
The Sydney Morning Herald é o principal jornal australiano publicado diariamente na cidade de Sydney, Austrália. É também o mais antigo jornal australiano, sendo publicado desde 1831; desde então, mais de 51.000 edições foram produzidas.

## Visão geral
O The Sydney Morning Herald é referido como sendo lido por uma representação mais forte pelas assim chamadas classes sociais "A" e "B" (as mais altas em termos de educação, renda e ocupação), do que o seu principal concorrente em Sydney, o jornal The Daily Telegraph. Ele geralmente é visto como o jornal da classe média educada.
O Herald tenta manter o equilíbrio editorial entre os colaboradores de esquerda como David Marr, o cartunista Michael Leunig, e os escritores conservadores, tais como Miranda Devine e Gerard Henderson. Historicamente o jornal tem sido caracterizado como de centro-direita, órgão da velha escolha conservadora da classe dirigente, sendo um contraponto dentro do grupo de empresas Fairfax ao The Age de Melbourne, especialmente durante o período de David Syme como editor deste último, e o jornal não tinha editoriais a favor do partido trabalhista (Australian Labor Party) em eleições estaduais até 2003. Os jornais da Fairfax (The Sydney Morning Herald e The Age), vistos como centristas, geralmente contrastam com os jornais da News Limited (The Australian, The Daily Telegraph e o Herald Sun), que possuem tendência de direita, e o termo "the Fairfax press" (a imprensa da Fairfax) geralmente é utilizado pejorativamente pelos comentaristas conservadores.
A sua circulação é menor do que o The Daily Telegraph; de acordo com os dados de circulação publicados no primeiro semestre de 2004, o Herald vende aproximadamente 221.000 cópias nos dias de semana, enquanto que o Telegraph vende 409.000 cópias. Nas edições de sábado, ambos os jornais têm uma tiragem parecida. O Herald vende 375.000 copias e o Telegraph's 345.000. A edição de sábado do Herald carrega uma seção extensa de classificados – um item popular de vendas, e uma poderosa fonte de lucros para a companhia. Na cobertura dos negócios da Fairfax, este lucro tem sido geralmente citado como “rios de ouro”. Da mesma maneira que o The Age, a população demográfica dos seus leitores é muito mais atrativa para muitos dos publicitários, do que os seus concorrentes tablóides. 
O The Sydney Morning Herald publica um número de secções diárias em forma de revistas de formato grande, algumas das quais, tem feito parte do jornal a décadas. Eles atualmente incluem a secção de veículos automotores (Drive), uma secção de comidas e estilos de vida (Good Living), uma secção de propriedades (Domain), e uma secção de televisão (The Guide). Também produz duas revistas coloridas, a semanal Good Weekend e a mensal The (Sydney) Magazine. Os passatempos no The Sydney Morning Herald também são instituições de longo tempo.

## História
The Sydney Morning Herald começou como um jornal semanal, o Sydney Herald. Ele possuía apenas quatro páginas e uma circulação de 750 cópias. O nome do jornal surgiu devido ao escocês Glasgow Herald, e foi fundado por três Ingleses, Alfred Stephens, Frederick Stokes e William McGarvie.
Uma década mais tarde foi comprado por Charles Kemp e John Fairfax. Tornou-se um jornal diário em 1840, e em 1842 mudou seu nome para The Sydney Morning Herald. Suas políticas editoriais são baseadas “nos princípios da candura, honestidade e honra. Não temos desejo de enganar; nenhum interesse de agradar através do abuso impiedoso ou beneplácito indiscriminado.”
A família Fairfax foi proprietária do jornal por 149 anos, mas perdeu o controle em 11 de dezembro de 1990 devido às desventuras financeiras de Warwick Fairfax. Atualmente é controlado pela John Fairfax Holdings.
A companhia também possui o The Sun-Herald, a contrapartida dominical do Herald, e inúmeros jornais da comunidade em Sydney. Também possui diversos outros jornais e revistas através da Austrália e Nova Zelândia, incluindo o The Age (um jornal similar publicado em Melbourne).